# Henri de Lunaret
Henri de Lunaret, né en 1861 à Montpellier et mort en 1919 dans la même ville, est un mécène montpelliérain.

## Biographie
Henri de Lunaret naît à Montpellier le 25 novembre 1861. Le premier de cette famille à s'installer à Montpellier fut son grand-père, Xavier de Lunaret, conseiller à la cour d'appel. Son père, Léon, est collectionneur et membre de la Société archéologique de Montpellier, ainsi que de la Société languedocienne de géographie. Henri de Lunaret reçoit en héritage une fortune considérable.
À sa mort, le 16 février 1919, Henri de Lunaret, qui n'a pas de descendance, lègue à la Société archéologique de Montpellier, à la mort de sa sœur, Mme Busson de Lavèvre, son hôtel de la rue des Trésoriers de France avec « les tableaux, bibliothèques, meubles, collections, tapisseries, émaux, porcelaines et faïences, objets d'art ou d'antiquité de toute nature qu'il renferme et qui devront y être maintenus ». Le musée languedocien y est installé depuis 1992. Il a légué également à la ville de Montpellier son domaine de Lavalette, d'environ 350 hectares. La ville y a créé le Parc zoologique de Montpellier, le bois de Montmaur et le centre Agropolis.

## Publication
- Essai littéraire et biographique sur Luiz de Camoëns : sa vie et ses œuvres, Paris, imprimerie de A. Quantin, 1882 lire en ligne sur Gallica

## Hommages
- Rue Lunaret à Montpellier. (Géolocalisation : 43° 37′ 05,59″ N, 3° 52′ 52,94″ E).
- Stade Lunaret, situé au no 23 de la rue Lakanal à Montpellier[6].

### Fonds d'archives
- « Bibliothèque de Lunaret » (1000-1860) [12 000 volumes]. Fonds particulier. Montpellier : Société archéologique, catalogue collectif de France (CCFr) (présentation en ligne).